# Linderte
Linderte est un village situé dans la ville de Ronnenberg en Basse-Saxe en Allemagne.